# Spa (salud)

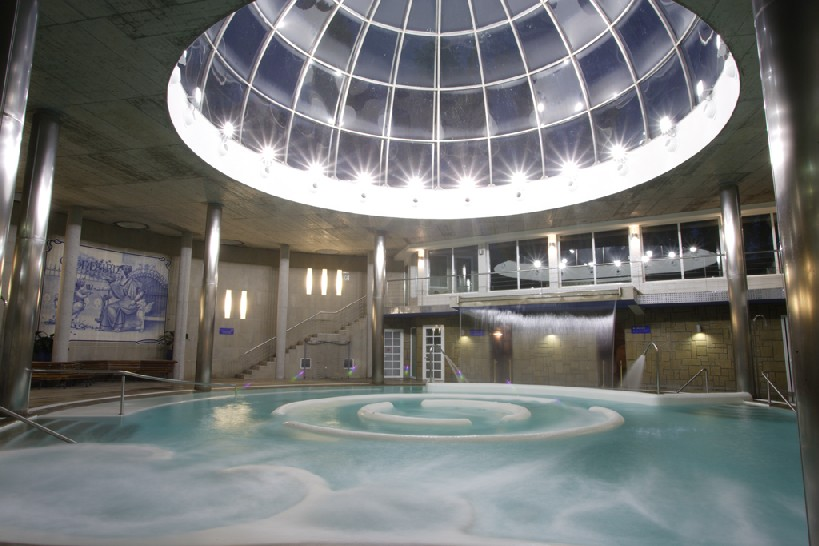
El Palacio del Agua en el Balneario de Mondariz, Galicia.

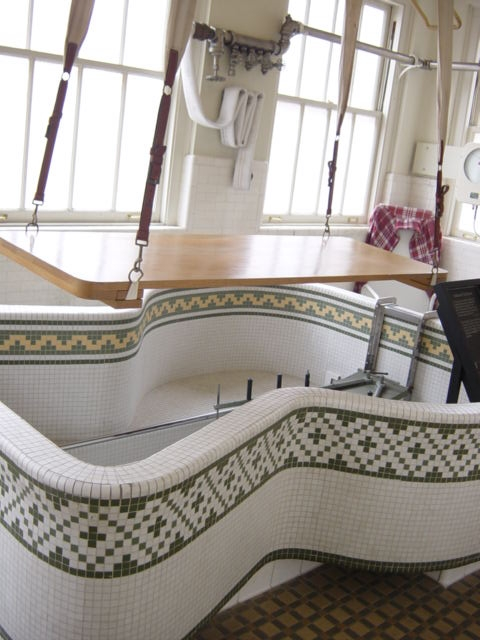
Detalle de un spa en Hot Springs, Arkansas.

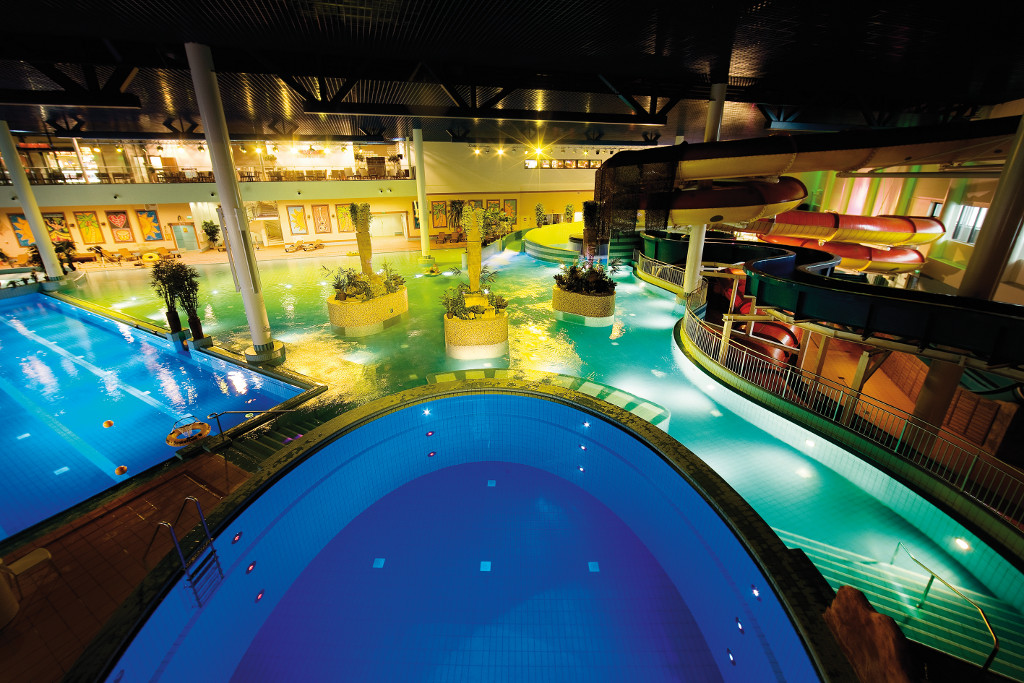
Flamingo Spa en Vantaa, Finlandia.

El anglicismo spa o espá, también conocido como centro de espá/spa, centro termal o centro de hidroterapia, es un establecimiento sanitario que ofrece tratamientos, terapias o sistemas de relajación utilizando como elemento principal el agua. También se llama 'spa' a una pequeña piscina o bañera con diferentes tomas y desagües, usada como hidromasaje.
Su origen se atribuye al pueblo belga de Spa, que era conocido en la época romana por sus baños de aguas termales, mientras que otros especulan que viene del acrónimo latín de la frase salus per aquam, o sea, 'salud a través del agua'. Según la Real Academia Española, el término spa es en su origen un topónimo, el de un centro termal situado en la provincia de Lieja (Bélgica), famoso por las propiedades curativas de sus aguas termales desde la época romana y que era el sitio de recreo de las oligarquías aristocráticas y de la alta burguesía antes de la Primera Guerra Mundial. A partir del siglo XVII —como documenta el Oxford English Dictionary— el término 'spa' se generaliza como nombre común para una fuente termal o un establecimiento balneario en idioma inglés y de ahí se extiende a otras lenguas. En octubre de 2014 fue incorporado por la Real Academia a su 23.ª edición del Diccionario de la Lengua Española.
En la actualidad, se aplica a todos aquellos establecimientos de ocio y salud donde se utilizan terapias con agua en las modalidades de piscinas, jacuzzis, hidromasajes, chorros y saunas sin que se usen aguas medicinales, en cuyo caso se trataría de un balneario.